# Teorema di Coriolis
Il teorema di Coriolis è un'equazione che permette di ricavare le tre tipologie comuni a tutte le accelerazioni inerziali derivanti dalla rotazione assoluta del sistema di riferimento o da quella relativa tra sistemi di riferimento, attraverso la derivazione temporale successiva della legge oraria per un punto materiale di un corpo in un sistema rettangolare estrinseco con base ((radiale) ρ,(trasversale) τ, (angolare)φ), se per la durata del moto appartiene almeno alla seconda classe di continuità.
{\displaystyle s\in C^{2}(t),\quad \quad \mathbf {s} (t)=r(t){\hat {\rho }}(t)}
Un suo caso particolare è il teorema del Rivals, che lega le accelerazioni all'interno di un corpo rigido non traslatoriamente accelerante e come tale considera un sistema inerziale solidale non rotante in cui non si presentano le accelerazioni relativa e complementare, detto terna mobile, che presenta in più le seguenti caratteristiche: 
- centrato sulla proiezione del punto sull'asse di rotazione istantaneo del corpo,
- versore radiale ρ parallelo alla distanza tra il punto e l'asse[2],
- versore angolare φ parallelo all'asse.

## Velocità radiali e trasversali
{\displaystyle {\dot {\mathbf {s} }}={\dot {r}}{\hat {\rho }}+r{\dot {\hat {\rho }}}={\dot {r}}{\hat {\rho }}+{\dot {\hat {\theta }}}\times \mathbf {r} }{\displaystyle ={\dot {r}}{\hat {\rho }}+{\dot {\theta }}r{\hat {\tau }}}.
Questo viene talvolta chiamato teorema di Galileo: indicando la velocità angolare con {\displaystyle \omega }, la velocità in un generico sistema di riferimento che trasla e ruota attorno ad un centro di istantanea rotazione (quindi un sistema non inerziale) con v e la velocità lineare del sistema di riferimento che trasla col sistema originario, ma non ruota (quindi questo è un sistema inerziale), con v0, detta velocità di trascinamento:
{\displaystyle \mathbf {v} =\mathbf {v_{0}} +{\boldsymbol {\omega }}\times \mathbf {r} ={\dot {r}}{\hat {\rho }}+\omega r{\hat {\tau }}},
La relazione se applicata al corpo rigido, porta al teorema fondamentale della cinematica del corpo rigido, in quanto evidenzia come tutti i punti su un piano osculatore di un corpo rigido abbiano sempre un unico centro di istantanea rotazione, che coincide con l'intersezione fra il piano e l'asse di istantanea rotazione. Detto centro si trova sull'asse (che può essere pensato come il luogo dei centri) e come tale compie istantaneamente un moto traslatorio. La velocità relativa in questo caso diventa quella di trascinamento.
Quindi la velocità possiede componenti radiale e tangenziale:
{\displaystyle v_{\rho }={\dot {r}}}
{\displaystyle v_{\tau }=\omega r}.
E il suo modulo sarà: {\displaystyle v={\sqrt {{\dot {r}}^{2}+\omega ^{2}r^{2}}}}

## Accelerazioni radiali e trasversali
{\displaystyle {\dot {\mathbf {v} }}={\dot {\mathbf {v_{0}} }}+{\dot {\boldsymbol {\omega }}}\times \mathbf {r} +{\boldsymbol {\omega }}\times {\dot {\mathbf {r} }}}{\displaystyle ={\dot {\mathbf {v_{0}} }}+{\dot {\boldsymbol {\omega }}}\times \mathbf {r} -{\boldsymbol {\omega }}\times \mathbf {r} \times {\boldsymbol {\omega }}}{\displaystyle ={\dot {\mathbf {v_{0}} }}+{\dot {\boldsymbol {\omega }}}\times \mathbf {r} -{\boldsymbol {\omega }}^{2}\mathbf {r} +2{\boldsymbol {\omega }}\times {\dot {\mathbf {r} }}}{\displaystyle ={\ddot {r}}{\hat {\rho }}+{\ddot {\theta }}r{\hat {\tau }}-{\dot {\theta }}^{2}r{\hat {\rho }}+2{\dot {\theta }}{\dot {r}}{\hat {\tau }}} {\displaystyle =({\ddot {r}}-{\dot {\theta }}^{2}r){\hat {\rho }}+(2{\dot {\theta }}{\dot {r}}+{\ddot {\theta }}r){\hat {\tau }}}
cioè, indicando la accelerazione angolare {\displaystyle {\dot {\omega }}} con {\displaystyle \alpha } e l'accelerazione di pura traslazione {\displaystyle {\ddot {r}}{\hat {\rho }}} con a0:
{\displaystyle \mathbf {a} =\mathbf {a} _{0}+{\boldsymbol {\alpha }}\times \mathbf {r} -{\boldsymbol {\omega }}^{2}\mathbf {r} +2{\boldsymbol {\omega }}\times \mathbf {v_{0}} =(a-\omega ^{2}r){\hat {\rho }}+(2\omega v_{0}+\alpha r){\hat {\tau }}}
quindi l'accelerazione possiede componenti radiale e tangenziale:
{\displaystyle a_{\rho }={\ddot {r}}-\omega ^{2}r}
{\displaystyle a_{\tau }=2\omega {\dot {r}}+\alpha r={\frac {1}{r}}{\frac {d}{dt}}(\omega r^{2})={\frac {1}{r}}{\frac {d2A}{dt}}={\frac {2}{r}}v_{A}}, dove {\displaystyle v_{A}} è la velocità areolare del corpo.
Quindi il suo modulo sarà: {\displaystyle a={\sqrt {{\ddot {r}}^{2}-2\omega ^{2}r{\ddot {r}}+\omega ^{4}r^{2}+4\omega ^{2}{\dot {r}}^{2}+4\omega \alpha r{\dot {r}}+\alpha ^{2}r^{2}}}={\sqrt {{\ddot {r}}({\ddot {r}}-2\omega ^{2}r)+{\dot {r}}(4\omega ^{2}{\dot {r}}+4\omega \alpha r)+r^{2}(\alpha ^{2}+\omega ^{4})}}=}
{\displaystyle ={\sqrt {a_{0}^{2}+2a_{0}a_{F}+a_{C}^{2}+2a_{C}a_{T}+a_{T}^{2}+a_{F}^{2}}}}

## Accelerazioni inerziali derivanti dalla rotazione del sistema di riferimento
L'espressione di cui sopra, o la variante ottenuta ricavando l'accelerazione relativa al posto di quella assoluta (da cui segni opposti nelle tre espressioni qui sotto), costituisce il teorema di Coriolis: la sua importanza consiste nel mettere in luce le tre tipologie di accelerazioni inerziali semplici derivanti dalla rotazione relativa tra i sistemi di riferimento, cioè che compongono un'accelerazione inerziale rotazionale generica (con accelerazione traslazionale tra i sistemi di riferimento nulla): l'accelerazione relativa è una reazione invece in quanto non è legata al sistema di riferimento ma all'interazione con un altro sistema fisico (ambiente).
- l'accelerazione centripeta:       {\displaystyle \quad \mathbf {a} _{F}=-\omega ^{2}\mathbf {r} =-\omega ^{2}r\,{\hat {\rho }}}
- l'accelerazione tangenziale[7]:       {\displaystyle \quad \mathbf {a} _{T}={\boldsymbol {\alpha }}\times \mathbf {r} =\alpha r\,{\hat {\tau }}}
- l'accelerazione complementare[8]:       {\displaystyle \quad \mathbf {a} _{C}=2{\boldsymbol {\omega }}\times \mathbf {v} _{0}=2\omega v_{0}\,{\hat {\tau }}}